# Сидорова Яруга
Сидорова Яруга (укр. Сидорова Яруга) — село,
Добрянский сельский совет,
Великописаревский район,
Сумская область,
Украина.
Код КОАТУУ — 5921281703. Население по переписи 2001 года составляло 508 человек.

## Географическое положение
Село Сидорова Яруга находится на берегу реки Ворскла в месте впадения в неё реки Иваны,
выше по течению на расстоянии в 1 км расположено село Вольное,
ниже по течению на расстоянии в 1,5 км расположено село Добрянское,
на противоположном берегу реки Иваны — село Спорное.
Река в этом месте извилистая, образует лиманы, старицы и заболоченные озёра.

## Название
Название от православного имени "Сидор" (Исидор) и диалектного слова "яруга" (крутостенная балка; овраг, прекративший рост). "Яруга" (укр.) - глубокий крутой яр.

## Объекты социальной сферы
- Школа I—II ст.